# RWE
RWE je německá energetická společnost sídlící v Essenu. Zabývá se výrobou elektřiny z konvenčních zdrojů, těžbou uhlí a obchodováním s energií. Společnost zajišťuje třetinu výroby elektřiny v celém Německu. Předsedou představenstva koncernu RWE AG je Rolf Martin Schmitz. Předsedou dozorčí rady byl akcionáři koncernu zvolen Werner Brandt.
V roce 2016 oznámila RWE odštěpení dceřiné společnosti s názvem innogy (odvozeno od innovation, energy a technology), zaměřené na oblast obchodu, sítí, infrastruktury a obnovitelných zdrojů, ve které si drží přibližně 70% podíl. Kmenová společnost RWE AG si pod sebou ponechá klasické velké zdroje energie: jaderné, plynové a uhelné elektrárny. Předsedou představenstva této akciové společnosti se stal Nizozemec Peter Terium, který byl donedávna šéfem celého koncernu.

## Dějiny
Společnost byla založena v roce 1898 pod názvem Rheinisch-Westfälische Elektrizitätswerke (Rýnsko-vestfálské elektrárny). V současnosti se používá pouze zkratka RWE. Jedním ze zakladatelů společnosti byl velkoprůmyslník Hugo Stinnes.

## RWE v České republice
Německá RWE vstoupila na tuzemský trh v roce 2002 při privatizaci českého plynárenství. Za 96,9 % akcií společnosti Transgas a za podíly v osmi tehdejších regionálních distribučních společnostech zaplatila 4,1 miliardy eur.
V České republice vlastní RWE AG několik společností s miliardovými obraty. RWE Supply & Trading CZ, a.s. se zabývá dovozem a obchodem se zemním plynem. Předsedou představenstva této akciové společnosti je Robert Kronenberg.
V roce 2016 změnila celoevropská RWE svou strukturu a založila novou dceřinou společnost innogy, pod kterou spadají i aktivity RWE v ČR. K datu 1. října 2016 se česká RWE přejmenovala na innogy. Bývalý předseda představenstva RWE v České republice (a předtím šéf tehdejší společnosti RWE Transgas) Martin Herrmann byl jmenován členem představenstva innogy. RWE působila na českém trhu 17 let.

### Dobročinnost
Hospodaření společnosti je v desítkách miliard eur a RWE je známá také podporou kultury a sportu jak v České republice, tak i jinde.
Prostřednictvím dceřiné společnosti innogy působí v ČR a zabývá se podporou českého filmu, českého lyžování, mezinárodních hudebních a kulturních festivalů na území ČR a českého paralympijského týmu. Mimo Českou republiku je RWE AG známá podporou vzdělávacích zařízení, talentovaných umělců, dětí v nouzi a mládeže z problémových rodin. Na národní úrovni sponzoruje RWE například rychlobruslení v Nizozemí nebo fotbal v Anglii.

### Ceny zemního plynu
Ve srovnání cen dodavatelů energií nevychází dominantní společnosti (jako ČEZ, E.ON nebo RWE) nejlevněji. Nejnižší cenu hledají zákazníci u konkurenčních malých firem, které nenabízejí takovou finanční stabilitu a zákaznický servis.
Rozdíl cen na trhu vedl na začátku roku 2009 Úřad pro ochranu hospodářské soutěže k vyšetřování společnosti RWE Transgas z důvodu účtování neúměrně vysokých záloh na dodávky plynu.
Kvůli dlouhodobým kontraktům se společností Gazprom musela RWE neustále zvyšovat ceny zemního plynu koncovým spotřebitelům. Naposledy zdražovala v 19. prosince 2011, o 9 %. Dle nezávislých porovnávačů cen energií bylo v roce 2012 možné u menších dodavatelů získat až o 20 % nižší cenu než měla v nabídce RWE.

### Podzemní zásobníky
Na území Česka provozuje RWE AG prostřednictvím dceřiné společnosti innogy 6 podzemních zásobníků. Jedním z nich je podzemní zásobník plynu Háje ležící nedaleko obce Milín.

## Podrobnější rozdělení společnosti
Toto je následující rozdělení společností německého koncernu:
- innogy (působí v ČR)
- RWE Power AG
- RWE Generation SE
- RWE Supply & Trading GmbH
- RWE Trading Americas Inc.
- RWE Supply & Trading Netherlands B.V.
- PT Rheincoal Supply & Trading Indonesia
- RWE Turkey
- RWE Group Business Services
- RWE Service
- RWE Stiftung
- RWE Pensionsfonds
- RWE Transparency Drive